# Палиперт (Сондрио)
Палиперт је насеље у Италији у округу Сондрио, региону Ломбардија.
Према процени из 2011. у насељу је живело 52 становника. Насеље се налази на надморској висини од 1868 м.